# 녹색전차 해모수
《녹색전차 해모수》는 KBS에서 기획하여 제작한 26부작 TV 만화영화 시리즈이다. 대한민국 최초의 TV만화 3D 애니메이션 작품이다. 1997년 12월 12일부터 1998년 6월 12일까지 방영했으며 제작에는 대원동화와 금강기획이 참여했다.
아시아와 태평양, 아메리카, 유럽 등 전 세계 30여개 국에서 동시 수출한 블록버스터급 대작이므로, 일본의 공영 방송사인 NHK에서 <무지개전기 이리스, 虹の戦記イリス>라는 제목으로 방영되었다. 국내에서 이 작품의 흥행 참패에 영향으로 3D 애니메이션은 아직 시기 상조이다는 제작 기술을 역행하는 흐름이 국내 TV만화 산업 분야에서 한동안 존재하게 된다.  

## 줄거리
우주에서 푸르고 아름다운 모습을 가진 행성 테라. 그러나 7년간의 장기간 전쟁으로 인해서 푸르던 별은 폐허와 죽음의 별로 변해가면서 멸망하게 될 위기에 처하게 된다. 전쟁이 일어나면서 부모를 잃은 고아들이 속출하고 여러 가지 이변까지 생기게 되었지만 살아남은 사람들을 중심으로 테라를 복원하려는 움직임이 보였다. 
테라의 저명한 과학자 헤링 박사의 손자인 릭은 전쟁고아들을 보살피고 있는 소년이다. 집세를 내지 못해서 고아원이 집주인에 의해 철거될 위기에 처하자 동생들을 살리기 위해 온갖 일거리에도 뛰어들게 된 릭이었지만 그 정도로는 생계를 책임지기도 힘들 정도였다. 그러던 중 '썬 크리스탈' 을 찾아온 자에게 1천만 크로네의 현상금을 주겠다는 포스터가 붙여진 모습을 보면서 동생들을 살리기 위해 릭은 보조 로봇 굿포, 고아이지만 활기한 성격의 로토와 모험을 떠나게 된다.  
그러던중 모래바람으로 인해서 항공모함 안에 들어가게 되었다가 우연히 쓰러져있는 예쁜 소녀를 접하게 되고 동시에 홀로그램에 나타난 한 남자의 형상을 보게 되는데....  

## 등장인물
성우는 한국 원판 / 일본 더빙판 순
릭 헤링
보라 (일본판은 파라)
굿포 (일본판은 소론)
로토
성우: 한인숙 / 가나이 미카
고아원에서 생활하였던 어린소년이었지만 릭 일행이 여행을 떠나게 되자 해모수에 몰래 타게 되어 같이 여행길에 나서게 되었다. 고아였지만 웃음을 잃지 않는 활발한 성격에, 말썽기질이 짙은 성격으로 릭, 굿포와 함께 여행을 떠나게 된다. 릭을 친형처럼 따랐으며 나중에 보라를 만난 후에는 보라를 친누나처럼 따르기도 했다. 위기상황이나 일행들의 분위기기 좋지 않을 때 기분을 전환시켜주는 역할도 한다.
메리 헌터 (일본판은 셰라자드)
성우: 최문자 / 효도우 마코
정체를 알 수 없는 금발의 현상범 사냥꾼으로 릭 일행이 위기에 처했을 때 어쩌다 나타나 이들을 구해준다. 하지만 사실 그녀는 차코박사와 긴밀한 관계를 맺고 있으며 자신이 인조인간이라는 것이 밝혀지게 되자 괴로움을 느끼게 된다. 나중에 가서는 네로와 장렬히 싸우다가 로봇 카론과 함께 자폭을 하게 된다. 이것이 결국 테라를 구하게 되는 지대한 공헌으로 남았으며 릭 일행에게는 잊을 수 없는 은인(恩人)으로도 남게 되었다.
차코박사 (일본판은 닥터 어비스)
성우: 강구한 / 호리 카츠노스케
헤링 박사와 함께 일했던 테라의 저명한 과학자로 보라의 할아버지이기도 하다. 한때는 헤링 박사와 함께 테라를 구해내기 위한 연구를 함께 하였으나 7개의 크리스탈에 대한 존재를 알게 되자 헤링박사를 배신하게 되어 세계를 지배할 야욕을 꿈꾸게 된다. 헤링박사가 제조한 로봇 '페트론'에 맞설 로봇 '마라'를 제조하여 직접 조종하면서 릭과 싸우기도 했으나 배신자 네로에 의해 폭사(爆死)되었다. 그러나 그때 죽은 차코 박사는 사실상 차코 박사가 만든 휴머노이드였으며 진짜 차코박사는 테라 프로그램을 발동시킬 UFO안에서 릭과 보라에 의해 모습을 드러내게 되었다. 네로가 자신을 갖고 이용하였다는 사실에 분노를 느끼며 광선으로 죽게 하였으며 보라에게 자신을 살릴 것을 요구했지만 보라는 결국 갈등 끝에 테라를 구할 목적으로 크리스탈을 넣게 된다.
네로 (일본판은 파로)
성우: 이규화 / 세키 토시히코
차코박사의 부하로 있는 인물이었지만 사실은 외계에서 밀파된 인간의 모습을 한 외계인이었다. 차코박사 부하로 있을 때는 차코박사의 지시를 따르기도 했지만 나중에 차코박사가 헤링박사가 만들었던 로봇인 '페트론'에 맞설 로봇 '마라'를 제조하게 되자 이를 계기로 본색을 드러내며 세계정복 및 지배라는 야욕을 꿈꾸게 되어 결국 차코박사를 배신하고 결국에는 차코박사를 죽게 만들었다. 차코박사를 배신하고 독자적인 행동을 취하며 릭 일행과 싸우게 되었으나 인간모습으로 있는 차코박사에 의해 사라지게 된다. 한때 헤링박사와 보라의 부모님을 살해했던 인물이기도 하다.
헤링 박사
성우: 故 장정진 / 우가키 히데나리
테라의 저명한 과학자이자 릭의 할아버지로 테라에 위기가 닥치게 되자 7개의 크리스탈을 모으면 테라를 구할 수 있다는 사명을 걸고 녹색전차 해모수와 페트론을 개발하게 된다. 하지만 함께 일했던 차코 박사가 배신을 하게 되어 결국 네로에 의해 살해되었다.
오후의 태양단
성우: 故 장정진(두목) / 김준 / 이종구 / 오오토모 류자부로(두목) / 우가키 히데나리 / 나가노 코이치
선크리스탈을 차지하기 위해 중간에 나타나는 도적단. 릭과 네로 양쪽상에선 모두 적으로 인식하고 있지만 사실 성공한 사례는 거의 없다. 원래는 수많은 부하들을 이끌고 다니는 도적단이었지만 이후에는 두목과 부하 2명밖에 없는 도적단으로 전락하였다. 이후에는 고아원에 가서 고아들의 보모가 되어 아이들을 보살핀다.
라일 헤링
성우: 강구한 / 나카무라 다이키
릭의 아버지이자 헤링박사의 아들로 원래는 사망한 것으로 알려져있지만, 헤링박사가 피신시킬 목적으로 일부러 그렇게 설정했던 것뿐이며 전쟁으로 인해 몸이 약해져 건강을 회복하기 위해 아들인 릭에게는 비밀로 한 채 페트론을 개발하기 위해 아무도 없는 곳에서 비밀연구를 해 왔었다.
카렌 헤링
성우: 최문자 / 사토 아이
릭의 어머니로 남편인 라일과 사망한 것으로 알려져있으나 헤링박사가 피신시킬 목적하에 그렇게 해 두었던 것이다. 남편과 함께 비밀리에 페트론 개발연구에 참여하였다. 

### 그 외 인물들
고아원 집주인
성우 : 이종구
릭과 로토가 있는 고아원의 집주인. 1화부터 등장하여 고아원이 집세를 내지 않았다는 이유로 철거를 강행하려다가 릭의 해모수에 걸려서 무산되기도 하였다. 다만 성격상 급하지만 3일간이나 3개월의 여유를 주는 것으로 봐서는 약간의 인정스런 면도 있는 듯하다. 
고아원 아이들
테라의 7년 전쟁 때 부모를 잃으며 고아가 된 아이들. 릭, 로토와 함께 지내고 있으며 집주인의 위협에도 굴하지 않는 성격을 보인다. 
오후의 태양단 부두목
오후의 태양단을 이끄는 부두목으로 옛날 헤링 박사와 차코 박사의 연구실을 본거지로 삼고 있다가 릭에 의해 혼이 나게 된다. 
미카
로봇도시의 인간 거주지에 사는 소녀이자 촌장의 손녀. 로봇괴물에 의해서 아버지를 여의며 릭이 로봇괴물을 물리칠 것을 원하고 있다. 
로봇도시 인간 거주지 촌장
성우 : 설영범
로봇도시 인간 거주지에 사는 노인이자 촌장이며 미카의 할아버지. 릭 일행을 반갑게 맞아주며 로봇도시에 대한 얘기를 해준다. 
수
겨울로 변한 아프리카 마을에 사는 소녀. 샤먼 사제를 따르고 있지만 그가 설인으로 위장하여 마을의 식량을 훔쳤던 것을 보고 충격을 받으며 릭 일행을 돕는다. 
샤먼 사제
겨울로 변한 아프리카 마을의 사제. 사실은 사제이면서 마을 사람들의 식량을 몰래 훔쳤던 인물이기도 하다. 
씽
릭 일행이 만났던 고아원 리더로 있는 소년. 고아원을 짓기위해 해모수를 훔치며 팔려고 하였으나 차코 박사의 농간에 넘어간다.  
산장 노인
성우 : 강구한
레테우 호수가에서 만난 노인. 무뚝뚝해보이는 성격이었으나 사실은 아들과 며느리를 전쟁 때 잃었던 아픔을 가지고 있다. 
베스
성우 : 최문자
릭 일행과 마주하게 된 소녀. 서커스를 하는 아버지를 기다리고 있으며 릭에게 아버지에게로 데려가달라고 한 적이 있다. 
준
성우 : 故 김일(1966 ~ 2018)
화산도시에서 릭 일행과 만났던 청년. 보라를 어린시절 자신의 소꿉친구였던 에릴이라는 소녀로 착각한다. 후에 화산 정상에서 크리스탈을 찾았다가 용암으로 추락하여 사망한다. 이 작품 최초이자 유일한 사망자. 
에릴
준의 소꿉친구로 있던 소녀. 화산폭발 때 준과 피난하던 중 화산 용암으로 추락하였다. 
알
고대도시에서 릭 일행과 만났던 소년. 물 문제로 로토와 다투다가 릭 일행에게 고대도시에 대해서 설명해준다.

## 등장병기
해모수 (일본판은 이리스)
헤링 박사가 개발하였던 탱크형의 녹색전차. 초창기에는 헤링 박사가 운전하였던 적이 있었으며 헤링 박사가 사망한 이후에는 릭과 굿포가 운전을 맡고있다. 전투보다는 탐사능력에 강한 편으로 전투력에서는 약하다는 단점이 있다. '해모수'라는 이름은 고구려의 동명성왕(주몽)의 아버지인 '해모수'를 그대로 설정하였다. 일본어 더빙판에서는 이리스(イリス)로 개명되었다.
패트론 (일본판은 패트로크로스)
헤링 박사가 고안하여 라일 부부가 개발해내었던 전투 로봇. 전투력이 약한 해모수의 단점을 보완하여 만든 로봇으로 전투력을 중심으로 하고 있으며 해저기지에서 대기하다가 해모수의 신호에 따라서 출격한다. 릭이 조종한다.
카론 (일본판은 발키리)
메리 헌터가 조종하는 로봇. 메리 헌터의 명령에 따르고 있으며 메리 헌터의 부름에 따라 자동적으로 움직이기도 한다. 후에 메리 헌터가 릭을 구할 목적으로 함께 자폭하게 된다.
뭉트 (일본판은 미드가르드)
네로가 조종하는 로봇.
마라 (일본판은 펜리르)
차코 박사가 패트론에 대항하기 위해 개발하였던 로봇. 본래 헤링 박사의 고안 내용 일부를 인용하여 패트론과 유사하게 제작한 로봇으로 전투력에서는 패트론을 능가한다. 처음에는 차코 박사가 조종하였다가 나중에 네로가 조종하였다.

## 크리스탈
실제 7가지 색깔을 가진 무지개 색을 본딴 크리스탈이며 테라를 구해낼 수 있는 아이템이다. 각 크리스탈에는 이름이 붙여져있다. 
| 크리스탈 명칭   | 색깔 | 등장화수 |
| --------------- | ---- | -------- |
| 선 크리스탈     | 빨강 | 3화      |
| 루나 크리스탈   | 주황 | 9화      |
| 맥스 크리스탈   | 노랑 | 10화     |
| 메리 크리스탈   | 초록 | 11화     |
| 조비 크리스탈   | 파랑 | 15화     |
| 베놈 크리스탈   | 남색 | 18화     |
| 사타니 크리스탈 | 보라 | 21화     |

### 크리스탈이 발견된 지역과 위치
| 크리스탈        | 발견 장소                | 작중 화수 | 발견자(캐릭터)       | 상세 위치                       | 함께나온 엑스트라                              |
| --------------- | ------------------------ | --------- | -------------------- | ------------------------------- | ---------------------------------------------- |
| 선 크리스탈     | 306 자유도시 C지구       | 3화       | 굿포, 릭             | 306 자유도시 경매장             | 경매장 참관자들, 오후의 태양단                 |
| 루나 크리스탈   | 로봇도시 E지구           | 9화       | 보라                 | 로봇괴물 복부 부위 속           | 미카(로봇도시 인간거주지에 나오는 촌장의 손녀) |
| 맥스 크리스탈   | 아프리카 N지구           | 10화      | 릭, 로토, 굿포       | 동굴 석상 오른쪽 눈동자 부위    | 수(아프리카 마을의 소녀)                       |
| 메리 크리스탈   | 헤링 부부 비밀기지 T지구 | 11화      | 릭, 보라, 로토, 굿포 | 헤링 부부방의 피아노 위         | 차코 박사 휴머노이드(이 때 헤링 부부로 위장)   |
| 조비 크리스탈   | 레테우 호수 E지구        | 15화      | 로토                 | 산장 노인의 아들 부부 유골 장소 | 산장 노인                                      |
| 베놈 크리스탈   | 화산도시 R지구           | 18화      | 릭, 보라, 로토       | 화산 정상                       | 준(발견하자마자 화산 용암쪽으로 추락하여 사망) |
| 사타니 크리스탈 | 스핑크스 중앙부          | 21화      | 네로                 | 스핑크스 신전 내부              | 알(고대도시에 나온 소년)                       |

사타니 크리스탈을 제외한 나머지 6개 크리스탈의 지구를 합치면 CENTER(중앙)가 되며 여기에 사타니 크리스탈이 있다는 것을 알 수 있다.

## 용어 설명

### 레인보우 시스템
본래 외계에서 온 고철 우주선이었으며 헤링 박사와 차코 박사가 테라를 구할 목적으로 발견하게 되었다. 오랫동안 모래 속에 파묻혀있어서 그 존재가 가려졌으나 헤링 박사가 추락하였을 때 모래가 씻겨지면서 그 존재가 드러났다. 네로의 말로는 과학이 발달한 행성에서 만든 것이라고 하였으며 헤링 박사는 이 고철 우주선이 테라를 구할 수 있는 마지막 희망이라고 말하였다.  
안에는 7개 크리스탈을 작동할 수 있는 장치가 있으며 보라색 사타니 크리스탈은 레인보우 시스템의 비밀열쇠 역할을 하고 있기 때문에 별도로 중앙부에 숨겨져 있다. 헤링 박사가 사망하기 전에 릭과 보라만이 다룰 수 있도록 해모수에 비밀암호를 설정하였다.  

### 불아이 산
차코 박사의 전진 기지로 외나무의 모습으로 있으며 처음에 보라가 네로에 의해서 기억을 잃었을 때 릭에게 불아이 산으로 데려다달라고 말한 적이 있었다. 나중에 보라가 차코 박사에게로 갔을 때 보라를 구하기 위해 릭 일행이 직접 가기도 하였다.

### 테라
주인공들이 사는 행성으로 모태는 실제의 지구를 본딴 것으로 알려졌다. 본래는 푸르고 아름다운 별로 알려졌으나 7년간의 장기 전쟁 이후 폐허가 되면서 푸른별의 이미지를 잃게 되었다.  

### 휴머노이드
차코 박사가 만든 인간 복제형의 존재. 사실 차코 박사 본인도 병을 앓는 바람에 자신의 모습을 본딴 휴머노이드를 복제하여 대역을 시켰다.

## 스탭
- 책임 프로듀서: 이중환
- 편성기획: 장해랑
- 원작: 김재환
- 원작기획: 황경태, 황정렬
- 사업기획: 김승욱, 최종일
- 시나리오: 박승수
- 스토리보드: 이학빈
- 감독: 김주인
- 원화: 김효식, 이재정, 성민철, 김영신
- 원화작감: 박설형, 김성완
- 동화: 강양중, 최영순, 안정영, 윤춘희, 이화진
- 동화작감: 서정석
- 색지정: 한미라
- 채색: 신영순, 한민우, 이선주, 서희정
- 배경: 박효식, 김재권
- 최종검사: 김지찬
- 촬영: 현상민
- 진행: 심학기
- 작화연출: 안진모
- 제작담당: 신성섭
- 제작부장: 강유일
- 그래픽: 임창욱, 이창로, 이기석
- 주제가 제작: 하나음악
- 음향효과: 최경상, 김희집
- 음악: 안문규
- 녹음: 안단테
- CG: 오윤정, 최윤선
- 편집감독: 김동섭
- 편집: 김영호
- 프로듀서: 서재원, 민영문, 엄민형, 한화성
- 공동제작: 금강기획, 대원동화

### 일본어판 스탭
- 각본: 나가타 에츠오
- 녹음연출: 니시나 타케시
- 녹음기술: 히라노 엔페이, 히로오카 노부타카
- 음향제작: HALF H·P STUDIO
- 음향제작담당: 이치야마 타카시
- 프로듀서: 키타자와 사치코
- 배급: 에노키 필름

## 주제가
- OP「릭의 테마」 (작사: 민영문 작곡: 윤영 노래: GIRL)
- ED「평화의 테마」 (작곡: 최재식)

일본판
- OP「LOOKIN' FOR THE RAINBOW」 (작사: 이시카와 마사토시　작곡: 후쿠야마 요시키　편곡: HUMMING BIRD, 와다 하루히코　노래: HUMMING BIRD)
- ED「저 강을 건너서」 (작사: 사쿠라이 요조 작곡·노래: 엔도 마사아키 편곡: 야노 타츠미)

## 방송 회차
| 회차       | 방송일           | 제목                   |
| ---------- | ---------------- | ---------------------- |
| 1화        | 1997년 12월 12일 | 운명의 만남            |
| 2화        | 1997년 12월 19일 | 신비의 여자            |
| 3화        | 1997년 12월 26일 | 썬 크리스탈의 출현     |
| 4화        | 1998년 1월 9일   | 탈출! 306자유도시      |
| 5화        | 1998년 1월 16일  | 가자, 불아이 산으로!   |
| 6화        | 1998년 1월 23일  | 장난감의 비밀          |
| 7화        | 1998년 1월 30일  | 대결! 뭉트와 카론      |
| 8화        | 1998년 2월 6일   | 공포의 로봇도시        |
| 9화        | 1998년 2월 13일  | 괴물로봇의 정체        |
| 10화       | 1998년 2월 20일  | 열대의 얼음도시        |
| 11화       | 1998년 2월 27일  | 패트론의 탄생          |
| 12화       | 1998년 3월 6일   | 패트론의 위기          |
| 13화       | 1998년 3월 13일  | 보라의 슬픔            |
| 14화       | 1998년 3월 20일  | 귀곡산장의 악몽        |
| 15화       | 1998년 3월 27일  | 투명 로봇과의 대결     |
| 16화       | 1998년 4월 3일   | 위험한 놀이동산        |
| 17화       | 1998년 4월 10일  | 화산도시의 공룡로봇    |
| 18화       | 1998년 4월 17일  | 불타는 도시            |
| 19화       | 1998년 4월 24일  | 사타니 크리스탈의 비밀 |
| 20화       | 1998년 5월 1일   | 쌍둥이 도시            |
| 21화       | 1998년 5월 8일   | 피라미드의 신비        |
| 22화       | 1998년 5월 15일  | 아! 불아이 산이여      |
| 23화       | 1998년 5월 22일  | 메리 헌터의 배신       |
| 24화       | 1998년 5월 29일  | 챠코 박사의 최후       |
| 25화       | 1998년 6월 5일   | 최후의 결전            |
| 최종화(26) | 1998년 6월 12일  | 생명의 별              |

## 결방 및 편성안내
- 1998년 1월 2일: KBS 스포츠 프로농구 - 현대 다이넷 VS 동양 오리온스 (17:00 ~ 18:45), 퀴즈 탐험 신비의 세계 신년특집 (18:45 ~ 19:40)